# 近江俊秀
近江 俊秀（おおみ としひで、1966年 - ）は、日本の考古学者、文化庁調査官。専門は日本古代交通史。

## 経歴
宮城県石巻市生まれ。1988年奈良大学文学部文化財学科卒業。奈良県立橿原考古学研究所主任研究員、文化庁入庁、文化庁文化財部記念物課埋蔵文化財部門に勤務。文化庁文化財調査官。2012年『道が語る日本古代史』で朝日新聞出版・第1回古代歴史文化賞「なら賞」受賞。

## 著書
- 『古代国家と道路：考古学からの検証』青木書店、2006
- 『道路誕生：考古学からみた道づくり』青木書店、2008
- 『道が語る日本古代史』朝日新聞出版、2012
- 『古代道路の謎：奈良時代の巨大国家プロジェクト』祥伝社、2013
- 『古代都城の造営と都市計画』吉川弘文館、2014
- 『平城京の住宅事情：貴族はどこに住んでいたのか』吉川弘文館・歴史文化ライブラリー、2015
- 『海から読み解く日本古代史』朝日新聞出版、2020

## 注
1. ↑  『古代道路の謎』著者紹介